# منتخب بادانيا لكرة القدم
منتخب بادانيا لكرة القدم هو منتخب كرة قدم غير رسمي يمثل منطقة بادانيا في إيطاليا، هذا المنتخب ليس عضو في الفيفا و اليويفا وهو من المنتخبات المشاركة في كأس العالم للأقاليم.